# 栗澤町
栗澤町（日语：〔〕／ Kurisawa chō */?）是過去位於北海道空知支廳南部一個以農業為主的城鎮，轄區呈東西細長型，西部多平地，東部多山地；已於2006年3月26日與北村同時併入岩見澤市。
町名源自阿伊努語的地名「yam-o-nay」，意思是很多栗子的沼澤，因此取其意義命名為「栗澤」。

## 歷史

### 沿革
- 1890年：來自和歌山縣的山田勢太郎進入此地進行開墾，並建立岡山農場。[1]
- 1892年2月：栗澤村從岩見澤村（後來的岩見澤市）分村。
- 1897年：設置栗澤村戶長役場。
- 1985年：國鐵萬字線停駛。
- 1906年4月1日：栗澤村成立為北海道二級村。[2]
- 1909年4月1日：改為北海道一級村。
- 1949年4月1日：改制為栗澤町。
- 2006年3月26日：和北村併入岩見澤市。

## 交通

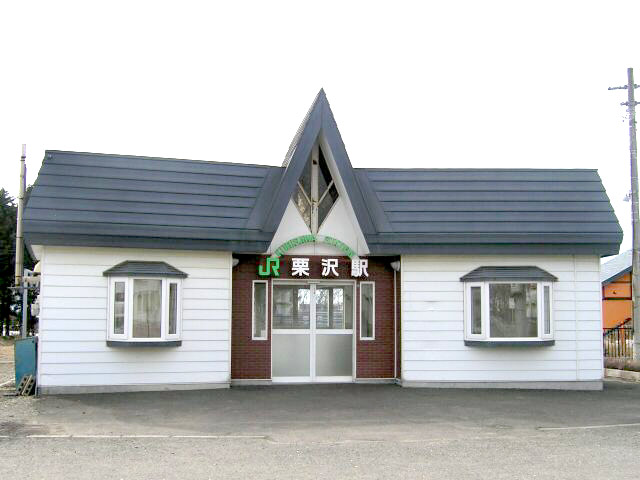
栗澤車站

### 鐵路
- 北海道旅客鐵道
  - 室蘭本線：栗丘車站 - 栗澤車站
  - 萬字線（已於1985年停駛）：美流渡車站 - 萬字車站 - 萬字炭山車站

### 道路
| 高速道路 - 道央自動車道：從轄區西側通過，但未於轄區內設置交流道。 一般國道 - 國道234號（由仁國道） 主要地方道 - 北海道道30號三笠栗山線 - 北海道道38號夕張岩見澤線 | 道道 - 北海道道274號栗澤南幌線 - 北海道道340號栗丘幌向停車場線 - 北海道道374號栗澤停車場線 - 北海道道728號中幌向栗澤線 - 北海道道817號茂世丑最上線 - 北海道道1129號三笠栗澤線 |

## 觀光景點
| - 萬字煤山森林公園 - 萬字溫泉 | - 栗澤農業祭（夏季） |

## 教育

### 中學校
| - 栗澤町立栗澤中學校 | - 栗澤町立美流渡中學校 |

### 小學校
| - 栗澤町立栗澤小學校 | - 栗澤町立美流渡小學校 |

## 姊妹市、友好都市

### 日本
- 長尾町（香川縣大川郡）：由於栗澤町小西地區最早的開墾者來自長尾町，兩地於1992年締結為友好都市。長尾町已於2002年4月1日合併為讚岐市。

### 海外
- 坎比 (奧勒岡州)（美國 奧勒岡州）：於1989年締結姊妹都市。

## 本地出身之名人
- 小平忠：政治家
- 長谷川勝敏：大相撲前關脇、現為秀之山親方